# Шонга
Шо́нга (рос. Шонга) — село у складі Кічменгсько-Городецького району Вологодської області, Росія. Входить до складу Городецького сільського поселення.

## Населення
Населення — 453 особи (2010; 492 у 2002).
Національний склад (станом на 2002 рік):
- росіяни — 99 %